# Simaogang Zhen
Simaogang Zhen (kinesiska: 思茅港, 思茅港镇) är en köping i Kina. Den ligger i provinsen Yunnan, i den sydvästra delen av landet, omkring 360 kilometer sydväst om provinshuvudstaden Kunming. Antalet invånare är 23 584. Befolkningen består av 9 675 kvinnor och 13 909 män. Barn under 15 år utgör 18,0 %, vuxna 15-64 år 76 %, och äldre över 65 år 4,0 %.
Genomsnittlig årsnederbörd är 1 660 millimeter. Den regnigaste månaden är juli, med i genomsnitt 421 mm nederbörd, och den torraste är februari, med 12 mm nederbörd.